# 朗纳·奥尔松
朗纳·奥尔松（瑞典語：Ragnar Olson，1880年8月10日—1955年7月10日），瑞典男子马术运动员，主攻盛装舞步项目。他曾代表瑞典参加1928年夏季奥林匹克运动会马术比赛，获得一枚银牌和一枚铜牌。